# Glagoljaško pjevanje
Glagoljaško pjevanje je liturgijsko pjevanje katoličkih svećenika i klerika glagoljaša na hrvatskoj redakciji crkvenoslavenskoga jezika te potom iz toga proizašlo liturgijsko i paraliturgijsko pojedinačno i zborno pjevanje na hrvatskome jeziku. Pretpostavlja se kako se glagoljaško pjevanje pojavilo na kraju IX. i početku X. stoljeća u bizantskoj Dalmaciji (primorskoj Hrvatskoj), te da se od početka posebno njegovalo u benediktinskim glagoljaškim samostanima.
Zemljopisna rasprostranjenost glagoljaškog pjevanja pokazuje Istru, otoke (Krk, Cres, Lošinj, Rab, Pag) i zaleđe Kvarnera, Dalmaciju (s otocima Hvarom, Korčulom, Bračem, Šoltom, Visom) do Dubrovnika i Kotora, kao i zaleđe Splita, Zadra, Šibenika, te, najvjerojatnije, sva područja koja naseljavaju Hrvati, u domovini i iseljeništvu.
Prvi zapis o glazbi potječe iz 1177. kada su papi Aleksandru III. pri posjetu Zadru pjevali laudibus i canticis „in eorum sclavica lingua”. Pismo pape Innocenta III. 1198. svjedoči o grčkomu i slavenskomu jeziku kod pjevane liturgije. Vrlo rijetki primjeri notirane glazbe su: Svet (fragment u Ljubljani, 15. st., pr. češke tradicije), zapisi za Muku (1556./1564.), ili posebne oznake u Misalu kneza Novaka (1368.) s 22 mala kružića za način izvedbe u "Vjeruju" i u Misalu kneza Hrvoja (1404.) sa simbolima za uloge u izvedbi "Muke".
Pored izravnih izvora, rukopisi i tiskane liturgijske knjige (Prvotisak (1483.), Drugi Novljanski brevijar, (1495.) i dr.) premda bez notnih zapisa, pokazuju mnogo primjera nazivlja i objašnjenja iz tadašnje prakse s kojima upućuju na glazbeni repertoar. Kasniji izvori pokazuju rukopisne notne zapise (Sonnleithner Sammlung u Beču, 1819.; zbirka Kuhač u Zagrebu, 1869.; zbirka Glanc u Zagrebu, 1870.; zbirka Kozinović u Zagrebu, 1949.; 1950.) i tiskane kao što su izdanja Kongregacije za evangelizaciju naroda Rafaela Levakovića i Bartola Kašića te neka tzv. izdanja Protestanata.
Staroslavenski institut u Zagrebu čuva zbirku snimaka glagoljaškog pjevanja u trajanju od otprilike 120 sati (156 arhivskih vrpci, 79 radnih vrpci). Istraživanjem glagoljaškog pjevanja bave se Jerko Bezić, Gorana Doliner, Izak Špralja i ini.

## Vanjske poveznice
- Croatian History o glagoljaškom pjevanju
- Zvučni zapisi glagoljaškog pjevanja (kultura.hr)
- Repozitorij glagoljaškoga pjevanja na stranicama Staroslavenskoga instituta